# Danmark i olympiska sommarspelen 1952
Danmark deltog med 129 deltagare vid de olympiska sommarspelen 1952 i Helsingfors. Totalt vann de sex medaljer och slutade på femtonde plats i medaljligan.

## Medaljer

### Guld
- Paul Elvstrøm - Segling, finnjolle
- Bent Peder Rasch och Finn Haunstoft - Kanotsport, C-2 1000 m

### Silver
- Lis Hartel - Ridsport, dressyr

### Brons
- Victor Jørgensen - Boxning, weltervikt
- Karen Lachmann - Fäktning, florett
- Jørgen Frantzen, Svend Pedersen och Poul Svendsen - Rodd, två med styrman